# Bois-Guillaume
Bois-Guillaume là một xã thuộc tỉnh Seine-Maritime trong vùng Normandie miền bắc nước Pháp.

### Huy hiệu
| Arms of Bois-Guillaume | The arms of Bois-Guillaume are blazoned: Per pale azure and gules, a garb, and in pale 2 lions Or. The line of division is fimbriated Or. |

## Dân số
| Năm | 1962 | 1968 | 1975 | 1982 | 1990  | 1999  | 2006  |
| --- | ---- | ---- | ---- | ---- | ----- | ----- | ----- |
| Dân số | 7253 | 8782 | 9590 | 9323 | 10159 | 11968 | 13370 |
| From the year 1962 on: No double counting—residents of multiple communes (e.g. students and military personnel) are counted only once. |      |      |      |      |       |       |       |

## Thị trấn kết nghĩa
- Uelzen, Đức
- Torgiano, Italie
- Kegworth, Anh
- Baix Camp, Espagne
- Rouko, Burkina Faso
- Tikare, Burkina Faso